# Crepidium mindorense
Crepidium mindorense är en orkidéart som först beskrevs av Alfred Barton Rendle, och fick sitt nu gällande namn av Mark Alwin Clements och David Lloyd Jones. Crepidium mindorense ingår i släktet Crepidium, och familjen orkidéer. Inga underarter finns listade i Catalogue of Life.